# Subinspector de policía (España)
Funcionario de carrera del Cuerpo Nacional de Policía de España, perteneciente a la escala de Subinspección.

## Contexto legal
La Ley Orgánica 2/1986, de 13 de marzo, en su artículo 17 establece que "el Cuerpo Nacional de Policía dispondrá de una Escala de Subinspección, en la que, con una sola categoría, estarán incluida los subinspectores y a la que únicamente se accederá por promoción interna desde la escala básica".
De igual manera se expresa el Real Decreto 1484/1987, de 4 de diciembre, al enumerar en el Capítulo II, Sección Primera, artículo 5.1 las distintas escalas y categorías, refiriéndose a la escala de Subinspección como "aquella que comprende la categoría de subinspector".

## Funciones
Las funciones correspondientes a estos funcionarios vienen recogidas en el artículo 7-3 del mismo Real Decreto que establece para "la escala de subinspección la responsabilidad de los subgrupos dentro de las Unidades de Seguridad ciudadana, información e investigación".
Actualmente las funciones que corresponden al Subinspector vienen recogidas en los Catálogos de Puestos de Trabajo de las plantillas, pudiendo ser: Jefe de Subgrupo, Jefe de Oficinas de Denuncias (ODAC), Coordinador de Servicios, Delegado de Automoción, Jefe de Grupo de Gestión o Especialista en Policía Científica, entre otros.

## Distintivos
En cuanto a los distintivos del cargo se refiere, el artículo 12 establece que "la divisa de Subinspector estará determinada por dos ramas de laurel, nervadas y frutadas, unidas por sus troncos, rodeada por una divisa rectangular fileteada". Podrá desempeñar su servicio de uniforme o paisano, dependiendo del destino. A partir de 2014 se adopta una nueva divisa, mantiene las dos ramas de laurel sin el rectángulo y se le añaden una corona y un ángulo por encima, terminando con una línea debajo.
|                                  |                                        |
| Divisa de subinspector 1986-2014 | Divisa de subinspector 2014-actualidad |

## Acceso
El acceso a la escala de Subinspeccción, viene recogido en el artículo 1.1 del Real Decreto 1593/1988, de 16 de diciembre, por el que se aprueba el Reglamento de Ingreso, Formación, Promoción y Perfeccionamiento de Funcionarios del Cuerpo Nacional de Policía (publicado en el B.O.E. n.º 3 de 4 de enero de 1988).
En dicho artículo se establece que el sistema de promoción interna al empleo de Subinspector será únicamente desde la escala Básica (Oficial de Policía), mediante las modalidades de concurso-oposición y antigüedad selectiva, siendo la proporción de 1/3 y 2/3 respectivamente.
Las fases de que constará cada una de las modalidades anteriores, se recogen en el artículo 7.1 del mismo Real Decreto. Para el de concurso-oposición establece un concurso, unas pruebas de aptitud profesional y un curso de capacitación.

### Requisitos
- Ser español.
- Haber cumplido los 18 años de edad.
- Estatura mínima de 1,65 m en hombres y de 1,60 m en mujeres.
- Compromiso para portar armas y llegar a utilizarlas cuando sea necesario.
- No disponer de condenas por delito doloso, ni separado del servicio del Estado, de la Administración Autonómica, Local o Institucional, ni hallarse inhabilitado para el ejercicio de funciones públicas.
- Poseer el permiso de conducción B.
- Requisitos de estudios para acceder a la escala de subinspección: Grado Universitario.

### Pruebas
Para el de promoción por antigüedad selectiva (artículo 8), establece:
- Calificación previa, consistente en la aplicación del correspondiente baremo, exclusivamente a efectos de puntuación y sin carácter eliminatorio, cualquiera que fuese la puntuación alcanzada.

- Pruebas de aptitud, que consistirán en la realización de los ejercicios que se determinen, dirigidos a comprobar la idoneidad del funcionario para el desempeño de las funciones correspondientes a la categoría a que se aspira.

- Curso de capacitación de carácter selectivo. La duración del curso de capacitación será de 6 meses (artículo 18 de la Orden de 24 de octubre de 1989).

### Curso
El curso de capacitación constará de dos fases, una primera de formación descentralizada (a distancia), en la que el funcionario estudiará y trabajará, con una duración de 3 meses aproximadamente, evaluable mediante autoexámenes semanales y pruebas finales a medio y final de curso. Seguidamente los aspirantes serán convocados en el Centro de Promoción del Cuerpo Nacional de Policía situado en Carabanchel -Madrid-, dónde realizarán la segunda fase del programa, ahora ya si liberados de servicio, estudiando distintas asignaturas.
Para los Subinspectores de la XIII Promoción -diciembre 2004/junio 2005-, la fase de formación descentralizada constó de 4 módulos con 55 temas y unas actividades complementarias, a saber:
- Módulo I: Atención al Ciudadano y Prevención Policial con las materias de Policía Preventiva (8 temas), Policía de Investigación (5 temas) y Policía Técnica (5 temas).

- Módulo II: Oficina de Denuncias que comprenderá las materias de Policía Judicial en el Proceso Penal -el Atestado Policial- con 6 temas e Informática Operativa con 2 temas.

- Módulo III: Relaciones Sociales y Organización compuesta por Sociología (5 temas), Psicología Organizacional (4 temas) y Técnicas de Gestión (3 temas).

- Módulo IV: Jurídico en el que se estudiará Derecho Penal (6 temas) y Derecho Administrativo Especial (6 temas).

Las actividades complementarias fueron: Educación física y Defensa Personal de Control (2 temas) y Operativa de armas y explosivos (3 temas).
La fase de formación presencial constó de las mismas asignaturas, que totalizaron junto a las Conferencias y exámenes 304 horas totales lectivas, a razón de 27 semanales.
Los alumnos que superaron satisfactoriamente las dos fases, fueron nombrados Subinspectores del Cuerpo Nacional de Policía, integrados en el grupo A2 de la función pública, escalafonados y destinados a otras plantillas, ya que este sistema de ascenso conlleva traslado de puesto de trabajo.